# NGC 110
NGC 110 là cụm sao mở nằm trong chòm sao Thiên Hậu. Nó được phát hiện bởi nhà thiên văn học người Anh John Herschel vào ngày 29 tháng 10 năm 1831.
Không biết các thành viên có liên quan đến thể chất, hoặc nếu cụm tồn tại. Nó hầu như không nhìn thấy được trên bầu trời nền, và hai chục ngôi sao thành viên dường như ở các khoảng cách khác nhau. Nếu cụm sao tồn tại, nó cách xa ít nhất 2.000 năm ánh sáng.